# Ibrahim al-Hamdi
Ibrahim al-Hamdi (in arabo إبراهيم الحمدي‎?; Qattab, 30 settembre 1943 – Sana'a, 11 ottobre 1977) è stato un militare e politico yemenita.

## Biografia
È stato il leader del colpo di Stato militare che nella Repubblica Araba dello Yemen ha estromesso dal potere il Presidente Abd al-Rahman al-Iryani nel giugno 1974. Dopo la rivolta, al-Hamdi è diventato Presidente dello Yemen del Nord rimanendovi fino all'ottobre 1977, quando è stato assassinato.